# 音楽ヒミツ情報機関 MI6
『音楽ヒミツ情報機関 MI6』（おんがくひみつじょうほうきかん エムアイシックス）は、スペースシャワーTVで2012年6月7日から2015年3月12日まで木曜日 22:00 - 23:00（JST）に放送されていた音楽情報番組。全96回（特番含む）。

## 概要
この地球のどこかに存在する音楽にまつわるありとあらゆる情報をリサーチする組織『MI6（「音楽ヒミツ情報機関第6課=Music Intelligence section 6」の略称）』が舞台。毎回、視聴者から寄せられた音楽に関する疑問や不思議について、エージェントがリサーチ結果を報告するという形で様々な音楽情報を紹介していく。さらに、スタジオにゲストアーティスト1組を迎えてリリース作品の話題を中心にトークが展開される。

2015年4月（第85回）からマンスリー番組に移行。
毎週放送
番組のMC（VJ）を務めるのは、お笑いタレントの千原ジュニア、作曲家・音楽プロデューサーの蔦谷好位置、モデルのニコル。3人はMI6のエージェントとしてスタジオ出演し、リサーチ報告（VTR）についてコメントしたりゲストコーナーでトークに参加する。千原はスペースシャワーTV初登場、蔦谷はテレビ初レギュラー番組となる。ニコルは同局のランキング番組『SPACE SHOWER COUNTDOWN』でナレーションを担当する。
- 第14回は「SLS初参戦SP」と題して、いつものスタジオを飛び出し「SWEET LOVE SHOWER2012」にて初ロケを敢行。会場ブースで公開収録イベントを行なった[2]。またフードマーケットに番組オリジナルのフェス飯としてジュニア考案「海苔の佃煮入り焼きそば」を出品。番組ではスペシャキッチンのコラボメニューの中で最も不人気と発表された。

## 出演

### 毎週放送
VJ
- 千原ジュニア - チーフエージェント（メインMC）
- 蔦谷好位置 - エージェント No.2（コメンテーター役）
- ニコル - エージェント No.1（アシスタント役）

特別エージェント
- Bコース・タケト（#14）
- 高木あずさ（#32）

### 月1放送
エージェント（インタビュアー）
- レイ・マストロジョバンニ（#1-5,7,9,11）
- 永田レイナ（#6,10,11）
- ジョナサン・シガー（#8）

特別エージェント（企画MC）
- マキタスポーツ（#3）
- 掟ポルシェ（#7）
- 小沢一敬（#10）

## 放送時間
2012年6月7日 - 2013年12月26日（#1-74）
- 初回放送： 毎週木曜 19:00 - 20:00
- リピート放送： 毎週金曜 23:00 - 24:00、日曜 18:00 - 19:00、月曜 20:00 - 21:00

2014年1月16日 - 3月20日（#75-84）
- 初回放送： 毎週木曜 22:00 - 23:00
- リピート放送： 日曜 18:00 - 19:00、月曜 11:00 - 12:00　※編成事情により中止の場合あり

2014年4月10日 - 2015年3月12日（#85-96）
- 初回放送： 毎月第2木曜 22:00 - 23:00
- リピート放送： 翌週日曜 18:00 - 19:00、翌週月曜 11:00 - 12:00　※編成事情により中止の場合あり

## スタッフ
共通
- ナレーション：三村ロンド
- CGデザイン：イアリン ジャパン
- テーマ音楽：otoco
- 制作協力：u-com
- 製作著作：SPACE SHOWER NETWORKS INC.

毎週放送
- 構成：原木綿子（#47-84）
- SW：米田博之、村上和正、榎本丈之、関口文雄
- カメラ：小林豊、米謙一、水越雄也、寺戸秀行、岡田勇輝、常原宏一郎、工藤慶邦、大持賢治、渡邉隆久、長田洋平、中村佳央、高荷典正、濱川和人、井出喜彦、日向野樂→崇、佐藤久美、伴一誠、横田将宏、池田純哉、阿部尚司、村上和正
- ミキサー：土岐和弘
- 照明：逸見敏之、亘美千子、辻康彦
- VE：中村優太、安藤孔一、岡澤信吾、飯田康敏、磯沼亮太、吉村裕翔、羽山友加里
- 音効：岡戸久幸
- 美術：柴田慎一郎
- デザイン：きくちまさと
- 美術進行：林政之
- 編集：三浦直人、鬼澤早苗
- MA：宋義純、村松貢、三留雄也、兜子仁
- 技術協力：629 inc.、ヌーベルバーグ、キャトル
- 協力：ビーオネスト、衣装屋、es QUISSE、lot holon
- 編成：大澤胤之、栗花落崇
- AD：猿渡律子、立和名秀香、長谷川清志、春原真由美、森比佐美
- ディレクター：神原洋一、福永早織、関口周、鈴木洋之、伊藤暁、名古屋陵、町田亘、江口幸史郎、二宮優一、土井直樹、椎橋友司、新岡隆一、谷田川秀正
- 演出：柴田昌彦、下村泰之、神原洋一、伊藤暁
- 総合演出：鈴木コーイチ
- プロデューサー：本間雅彦、土岐みぎは、竹下寧、中東昌子、田島亜樹、高野敦夫、滝上明

月1放送
- 構成：原木綿子
- カメラ：杉山悟、中山英樹、冨永陽介、小屋畑晃洋、草柳徹也、大橋正尚、関根文美恵
- VE：東村康司
- 音効：岡戸久幸
- 編集：鬼澤早苗、三浦直人、野村重利
- MA：三留雄也
- 技術協力：629 inc.、権四郎
- 編成：栗花落崇、鶴岡友士
- AD：長谷川清志、森比佐美
- 演出：伊藤暁、福永早織
- 総合演出：下村泰之
- プロデューサー：高野敦夫、滝上明、田島亜樹、中東晶子

## コーナー
- MI6 オリジナルランキング

番組独自のテーマでランキングを作成。ベスト10をカウントダウン形式で発表する。
- 座右の歌詞

人生の指針となる特別な言葉「座右の銘」にかけて、心に刻まれた歌詞「座右の歌詞」をアーティスト本人にリサーチする。第31回より開始。
- 「MI6」注目アーティストFILE

毎月番組が注目するアーティスト1組をピックアップ。本人インタビューをまじえて経歴や注目ポイント、新譜情報を紹介する。第42回より開始。
- 学校では教えてくれない音楽の授業

音楽に関する事柄をテーマに設けて、そのテーマに造詣の深い人物を講師としてスタジオに招き、千原らレギュラー陣を相手に授業形式でわかりやすく解説してもらう。第46回より実施。

## 放送リスト

### 毎週放送
| 2012年 | 2012年   | 2012年 |
| 回     | 初回放送 | 放送内容（コメント出演） |
| ------ | -------- | --- |
| 1      | 6月7日   | - 巷で話題のボーカロイドをリサーチせよ!（剣持秀紀、伊藤博之） - ゲストコーナー：宮本浩次（エレファントカシマシ） - 音楽プロデューサー・蔦谷好位置をリサーチせよ!（Superfly、鹿野淳） - ブレイク直前!今年来そうな若手アーティストをリサーチせよ!【女性アーティスト編】 （中村耕介/タワーレコードバイヤー、tricot、小南泰葉） |
| 2      | 6月14日  | - 韓国音楽の最新事情をリサーチせよ!（古家正亨） - ゲストコーナー：SKY-HI(日高光啓 from AAA) - ブレイク直前!今年来そうな若手アーティストをリサーチせよ!【バンド編】 （中村耕介、クリープハイプ、cinema staff） |
| 3      | 6月21日  | - ブレイク直前!今年来そうなアイドルをリサーチせよ!（吉田豪） - ゲストコーナー：THE BAWDIES - 謎のアーティスト「amazarashi」をリサーチせよ!（坂本幸隆、もりひでゆき） |
| 4      | 6月28日  | - ミュージックビデオの名監督をリサーチせよ!（関和亮、チャットモンチー） - ゲストコーナー：一青窈 - 蔦谷好位置プレゼンツ!名ジャケアルバムをリサーチ! |
| 5      | 7月5日   | - ヴィジュアル系の最新事情をリサーチせよ!（鈴木邦昭） - ゲストコーナー：星野源 - この夏、遂に日本デビュー!期待の韓国人アーティストをリサーチせよ!（古家正亨） |
| 6      | 7月12日  | - 夏フェス未体験のあなたへ!野外フェスの魅力を徹底リサーチ（菊地崇、石野卓球、増子直純） - ゲストコーナー：中村一義 - ブレイク直前!今年来そうなアイドルをリサーチせよ!（吉田豪、hy4_4yh） |
| 7      | 7月19日  | - 今中高生に人気急上昇!ガールズロック・シーンをリサーチせよ!（鹿野淳） - ゲストコーナー：SCANDAL - 海外から逆輸入!新世代ギターヒーローをリサーチせよ!（雅-MIYAVI-） |
| 8      | 7月26日  | - ジャパニーズロックレジェンド!桑田佳祐の魅力をリサーチせよ! - ゲストコーナー：The Birthday - 蔦谷好位置プレゼンツ!THE BEACH BOYSをリサーチせよ! |
| 9      | 8月2日   | - 今、急増中!ネット発アーティストをリサーチせよ!（佐藤譲、感傷ベクトル） - ゲストコーナー：持田香織 - 最強「邦楽コラボアーティスト」をリサーチせよ! |
| 10     | 8月9日   | - デビュー40周年!ロックスター矢沢永吉の成りあがりのヒミツをリサーチせよ!（吉田豪、モリタタダシ） - ニューアルバム発売!矢沢永吉にインタビューせよ!（矢沢永吉、吉田豪） - ゲストコーナー：ヒャダイン - （私立恵比寿中学(杏野、安本、柏木)）                                                                                   |
| 11     | 8月16日  | - 大人気テクノポップユニットPerfumeの魅力を徹底解剖せよ!（Perfume、関和亮、田中裕介） - ゲストコーナー1：lecca - ゲストコーナー2：V.I 〔BIGBANG〕 |
| 12     | 8月23日  | - 新章突入間近!AKB48の未来をリサーチせよ!（小嶋陽菜、篠田麻里子） スタジオゲスト：秋元康 - ゲストコーナー：RHYMESTER - 目指せ売上げNo.1!MI6特製焼きそばを開発せよ! |
| 13     | 9月6日   | - 人気急上昇!ももいろクローバーZ ニュータイプアイドルの秘密をリサーチせよ!（佐々木敦規、前山田健一） - ゲストコーナー：ASIAN KUNG-FU GENERATION - 今なお色あせないカリスマ尾崎豊 人気の秘密をリサーチせよ!（須藤晃） |
| 14     | 9月13日  | SWEET LOVE SHOWER2012特集 - SWEET LOVE SHOWER2012を10倍楽しむ方法をリサーチせよ! - ブースゲスト：アルカラ / インタビュー：ONE OK ROCK、チャットモンチー / コメント：Perfume |
| 15     | 9月20日  | 総集編&未公開トーク スペシャル - 秋元康、ASIAN KUNG-FU GENERATION、SKY-HI、SCANDAL、中村一義、宮本浩次、The Birthday Perfume、一青窈、ヒャダイン、星野源、THE BAWDIES、持田香織、矢沢永吉、RHYMESTER、lecca |
| 16     | 10月4日  | - ソウルフルな歌声にうっとり!女性アーティストの声の秘密を科学的に分析せよ!（中村明一、Superfly） - ゲストコーナー：10-FEET - （サバンナ・高橋茂雄） - 最強コラボユニット"MANNISH BOYS"をリサーチせよ!（MANNISH BOYS） |
| 17     | 10月11日 | - 海外でも大ブーム!アニソン人気の秘密をリサーチせよ!（中川翔子、井上俊次） - ゲストコーナー：在日ファンク - （ユースケ・サンタマリア） - 蔦谷好位置プレゼンツ!映画音楽の魅力をリサーチせよ! |
| 18     | 10月18日 | - また見たい!一度見て見たかった!今、国民が熱望している伝説のバンドをリサーチせよ!（大槻ケンヂ、鹿野淳） - ゲストコーナー：モーニング娘。(道重さゆみ・譜久村聖・飯窪春菜・石田亜佑美) - THE YELLOW MONKEY伝説のライブDVDリリース（有賀幹夫）                                                                                 |
| 19     | 10月25日 | - ボーカロイド特集第2弾!初音ミクの最新情報をリサーチせよ!（冨田勲、伊藤博之） - ゲストコーナー：藤巻亮太 - 蔦谷好位置プレゼンツ!"KING OF POP"マイケル・ジャクソンの魅力をリサーチせよ! - HALLOWEEN JUNKY ORCHESTRA「HALLOWEEN PARTY」リリース（HYDE）                                                                       |
| 20     | 11月1日  | - 2012年大ブーム!カバーソングの裏側をリサーチせよ!（清水翔太、BENI、玉置浩二） - ゲストコーナー：Ms.OOJA - 今、大注目!"声優アーティスト"の魅力をリサーチせよ!（サエキけんぞう、茅原実里、中島愛） |
| 21     | 11月8日  | - デビュー50周年!4大ロックレジェンドの偉業をリサーチせよ! Vol.1 / ゲスト：萩原健太 - ゲストコーナー：八代亜紀 - （小西康陽） - 大人の女性のカリスマシンガー!JUJUの魅力をリサーチせよ!（JUJU） |
| 22     | 11月15日 | - デビュー40周年!"ポップミュージックの女王"松任谷由実の魅力をリサーチせよ!（JUJU、阿部誠/EMI担当D） - ゲストコーナー：キリンジ - デビュー50周年!4大ロックレジェンドの偉業をリサーチせよ! Vol.2 / 萩原健太 |
| 23     | 11月22日 | - 空前の大ブーム!ダンスシーン人気のヒミツをリサーチせよ!（竹中夏海） - ゲストコーナー：AFRAに曽我部 - 日本のダンスミュージックの先駆け TRFの魅力をリサーチせよ!（SAM） |
| 24     | 11月29日 | - 忘年会シーズン到来!満場一致で盛り上がるカラオケ鉄板曲をリサーチせよ!（道重さゆみ） - ゲストコーナー：加藤ミリヤ - 歌手生活10周年!アーティスト・柴咲コウの魅力をリサーチせよ!（柴咲コウ） |
| 25     | 12月6日  | - 超豪華ベストアルバムリリース!EXILEの魅力をリサーチせよ!（松尾潔、MAKIDAI・KENCHI） - ゲストコーナー：山崎まさよし - 大手エンタメニュースサイト「ナタリー」編集長に聞く!新世代要注目アーティスト!女性編 （大山卓也、Yun*chi、チームしゃちほこ、おおたえみり）                                                              |
| 26     | 12月13日 | - 声優アーティストのトップランナー!水樹奈々の人気のヒミツをリサーチせよ!（サエキけんぞう、三嶋章夫） - ゲストコーナー：湘南乃風(RED RICE、若旦那) - 大手エンタメニュースサイト「ナタリー」編集長に聞く!新世代要注目アーティスト!男性編 （大山卓也、田我流、倉内太、スカート）                                               |
| 27     | 12月20日 | - 年末特別企画!2012年話題になったミュージックビデオをリサーチせよ! （山本加奈、吉田豪、古家正亨、サイトウ "JxJx" ジュン、きゃりーぱみゅぱみゅ、広田稔） - ゲストコーナー：MONKEY MAJIK(Blaise、tax) |

| 2013年 | 2013年   | 2013年 |
| 回     | 初回放送 | 放送内容（コメント出演） |
| ------ | -------- | --- |
| 28     | 1月10日  | - ボーカロイド特集第3弾!初音ミクとオーケストラのコラボレーションをリサーチせよ!（冨田勲、篠田元一） - ゲストコーナー：秦基博 - 映画「フラッシュバックメモリーズ 3D」公開記念!アーティストGOMAをリサーチせよ!（松江哲明） / GOMA                                                              |
| 29     | 1月17日  | - MI6オリジナルランキング!今最も歌詞が注目されているアーティストをリサーチせよ! （硲理恵子/UtaTen編集長、家入レオ、ソナーポケット） - ゲストコーナー：The Beatmoss(ILMARI、KOSEN、YAS) - 解散から13年、BLANKEY JET CITYの素顔が今明かされる!映画「VANISHING POINT」をリサーチせよ!           |
| 30     | 1月24日  | - 日本最強ライブバンド!LUNA SEAのライブ伝説をリサーチせよ!（SUGIZO、INORAN） - ゲストコーナー：Hilcrhyme(TOC) - 蔦谷好位置プレゼンツ!映画音楽の魅力をリサーチせよ!第2弾 |
| 31     | 1月31日  | - デビュー20周年目前!日本の音楽史を塗り替えてきたGLAYの魅力をリサーチせよ!（GLAY、佐久間正英） - ゲストコーナー：中島美嘉 - アーティストの座右の歌詞をリサーチせよ!（moumoon、前野健太） |
| 32     | 2月7日   | - バレンタインデー直前!カラオケで異性にモテる歌をリサーチせよ!（西山寧/歌ネット プロデューサー） - ゲストコーナー：フジファブリック - 上手に歌って更にモテモテ!?カラオケで100点取る方法をリサーチせよ! （高木あずさ、牧野綾子/カラオケの女王）                                               |
| 33     | 2月14日  | - 音楽業界の裏側をリサーチせよ!第1弾レーベル編 - SPEEDSTAR RECORDS編（藤見俊彦、小野朗、くるり、THE BACK HORN） - unBORDE編（鈴木竜馬、高橋優、パスピエ、きゃりーぱみゅぱみゅ） - ゲストコーナー：T.M.Revolution - （布袋寅泰）                                                              |
| 34     | 2月21日  | - ロックレジェンド特集第2弾!"ロックが死んだ年"激動の1969年をリサーチせよ!【前編】 /ゲスト：萩原健太 - ゲストコーナー：D-LITE（BIGBANG） - ブレイク直前!タワレコ渋谷店が今年おススメする若手アーティストをリサーチせよ!【邦楽編】 （定廣菜穂/タワーレコード渋谷店、南壽あさ子）               |
| 35     | 2月28日  | - イギリスのスーパーボーイズグループ"ONE DIRECTION"の人気のヒミツをリサーチせよ! （ONE DIRECTION、松元かれん/タワレコ渋谷店、今泉圭姫子） - ゲストコーナー：KREVA - ロックレジェンド特集第2弾!"ロックが死んだ年"激動の1969年をリサーチせよ!【後編】 / 萩原健太                               |
| 36     | 3月7日   | - MI6オリジナルランキング!旅立ちの春!思い出に残る卒業ソングをリサーチせよ!（スマイレージ） - ゲストコーナー：堂珍嘉邦 - ネット発"歌い手"オールスターユニット「√5」をリサーチせよ!（√5） |
| 37     | 3月14日  | - 結成40周年!日本音楽界の至宝 安全地帯の魅力のヒミツをリサーチせよ!（安全地帯(矢萩・武沢・六土・田中)） - ゲストコーナー：玉置浩二 - （大谷ノブ彦(ダイノジ)、雅-MIYAVI-） |
| 38     | 3月21日  | 総集編&未公開トークSP - 10-FEET、在日ファンク、モーニング娘、藤巻亮太、Ms.OOJA、八代亜紀、キリンジ、AFRAに曽我部 加藤ミリヤ、山崎まさよし、湘南乃風、MONKEY MAJIK、秦基博、The Beatmoss、Hilcrhyme 中島美嘉、フジファブリック、T.M.Revolution、D-LITE、KREVA、堂珍嘉邦、玉置浩二（安全地帯） |
| 39     | 4月4日   | - デビュー30周年記念 今だから話せる!伝説のバンドBOØWYのヒミツをリサーチせよ!（高橋まこと、平山雄一） - ゲストコーナー：佐野元春【前編】 - 座右の歌詞#2（安藤裕子） |
| 40     | 4月11日  | - ゲストコーナー：EGO-WRAPPIN' - ゲストコーナー：佐野元春【後編】 - ブレイク直前!タワレコ渋谷店が今年おススメする若手アーティストをリサーチせよ!（白神篤史/タワレコ渋谷店） |
| 41     | 4月18日  | - ゲストコーナー：MANNISH BOYS(斉藤和義、中村達也) - 音楽ドキュメンタリー映画公開記念!"太陽のお祭り男"ナオト・インティライミの魅力のヒミツをリサーチせよ! （ナオト・インティライミ、石田雄介）                                                                                               |
| 42     | 4月25日  | - MI6オリジナルランキング!"KING OF ROCK"忌野清志郎No.1愛されソングをリサーチせよ! （村越辰哉/タワレコ渋谷店副店長、増子直純(怒髪天)） - ゲストコーナー：森山直太朗 - （御徒町凧） - MI6注目アーティストFILE#01：AMIAYA                                                                       |
| 43     | 5月9日   | - セカンドアルバムリリース記念!ももいろクローバーZのこれからをリサーチせよ! （ももいろクローバーZ、川上アキラ、宮本純乃介/キングレコード） - ゲストコーナー：クリープハイプ - （松居大悟） - 座右の歌詞#3（GRAPEVINE）                                                                       |
| 44     | 5月16日  | - "EDM"人気のヒミツをリサーチせよ!（河田良介/タワレコ新宿店、TOMO HIRATA） - ゲストコーナー：SEKAI NO OWARI - EDM特集スペシャルゲスト：小室哲哉 |
| 45     | 5月23日  | - ゲストコーナー：ゆず - （大島優子（AKB48）、ヒャダイン、しずちゃん（南海キャンディーズ）） - MI6注目アーティストFILE #02：シシド・カフカ |
| 46     | 5月30日  | - 驚きの最先端ミュージックビデオをリサーチせよ!（山本加奈、川村真司、ファンタジスタ歌麿呂） - ゲストコーナー：miwa - 学校では教えてくれない音楽の授業【バッハ編】 / 講師：蔦谷好位置 |
| 47     | 6月6日   | - ウェディングパーティを盛り上げる曲をリサーチせよ!（奥久保ちさと/クラブローゼス東京） - ゲストコーナー：大槻ケンヂ（筋肉少女帯） - 学校では教えてくれない音楽の授業【バッハ編】 / 講師：蔦谷好位置                                                                                          |
| 48     | 6月13日  | - 学校では教えてくれない音楽の授業【パンク編】 / 講師：大貫憲章 - ゲストコーナー：KEITA - MI6注目アーティストFILE #03：SALU |
| 49     | 6月20日  | - ダンス業界の風雲児 振付稼業air:manをリサーチせよ!（私立恵比寿中学、チームしゃちほこ） - スタジオゲスト：振付稼業air:man(杉谷一隆、菊口真由美) - ゲストコーナー：スキマスイッチ |
| 50     | 6月27日  | - ASOBISYSTEM ヒットの法則をリサーチせよ!（中川悠介、増田セバスチャン、きゃりーぱみゅぱみゅ） - ゲストコーナー：MIYAVI - 座右の歌詞#4（曽我部恵一） |
| 51     | 7月4日   | - スマフォ最新音楽アプリをリサーチせよ!（石井寛子、三友純/TYO-ID） - ゲストコーナー：［Champagne］ - MI6注目アーティストFILE #04：新山詩織 |
| 52     | 7月11日  | - MI6オリジナルランキング!職業別人気アーティストをリサーチせよ! - ゲストコーナー：JUJU - MI6オリジナル最強フェス飯プロジェクト!（こがけん） |
| 53     | 7月18日  | - ゲストコーナー：NICO Touches the Walls - 2013年最新フェス・ファッション&グッズをリサーチせよ!（幡野明子、鍋谷麻紀） - 座右の歌詞#5（赤い公園） |
| 54     | 7月25日  | - MI6オリジナル最強フェス飯プロジェクト!（こがけん） - ゲストコーナー：ORANGE RANGE(YAMATO、HIROKI、NAOTO) - 座右の歌詞#6（MINMI） |
| 55     | 8月1日   | - ゲストコーナー：BENI - 特別ゲスト：高橋幸宏 （原田知世、高桑圭（Curly Giraffe）） |
| 56     | 8月8日   | - ゲストコーナー：遊助 - MI6オリジナルランキング!盛り上がるビーチソングをリサーチせよ!（DJ・HAGGY） - 座右の歌詞#7（家入レオ） |
| 57     | 8月15日  | - ゲストコーナー：ソナーポケット - 背筋も凍る…ホラー系ミュージックビデオをリサーチせよ!（松江哲明） - 学校では教えてくれない音楽の授業【調】 / 講師：蔦谷好位置 |
| 58     | 8月22日  | - ゲストコーナー：フラワーカンパニーズ(鈴木圭介、グレートマエカワ) - 学校では教えてくれない音楽の授業【レゲエ】 / 講師：RANKIN TAXI - MI6注目アーティストFILE #05：片平里菜 |
| 59     | 8月29日  | - ゲストコーナー：LUNA SEA(INORAN、真矢) - 2013年最新アイドル勢力図!今注目のアイドルをリサーチせよ! （掟ポルシェ、アップアップガールズ（仮）、Especia、東京女子流、hy4_4yh） - MI6注目アーティストFILE #06：SAKANAMON                                                                        |
| 60     | 9月5日   | - ゲストコーナー：阿部真央 - デビュー20周年&生誕50年!今なお衰えぬカリスマ・hideの魅力をリサーチせよ!（KIYOSHI、高橋恵美/モード学園） - 座右の歌詞#8（稲村太佑（アルカラ）） |
| 61     | 9月12日  | - ゲストコーナー：増子直純（怒髪天） - スピッツの知られざる魅力をリサーチせよ!（井上貴子/Cut副編集長） - MI6注目アーティストFILE #07：ケラケラ |
| 62     | 9月19日  | - ゲストコーナー：Perfume - （近藤春菜） - Superflyの6年間の進化をリサーチせよ!（越智志帆、多保孝一、八橋善幸） |
| 63     | 10月10日 | - ゲストコーナー：SOIL&"PIMP"SESSIONS(社長、元晴、タブゾンビ) - MI6オリジナルランキング!失恋の傷を癒してくれる鉄板ソングをリサーチせよ!（硲理恵子/UtaTen編集長） - MI6オリジナルフェス飯 ぷるぷるソーキのとろろ丼の売り上げをリサーチせよ! / こがけん                                        |
| 64     | 10月17日 | - ゲストコーナー：斉藤和義 - デビュー20周年!"孤高の歌うたい"斉藤和義の魅力をリサーチせよ!（立川談春、小籔千豊、RIO） - ボーカロイド特集第4弾!初音ミクの最新事情をリサーチせよ!（livetune、きくお）                                                                                           |
| 65     | 10月24日 | - ゲストコーナー：May J. - ブレイク直前!台湾音楽をリサーチせよ!（吉田淳/タワーレコード、関谷元子、flumpool&Mayday） - MI6注目アーティストFILE #08：KANA-BOON |
| 66     | 10月31日 | - ゲストコーナー：→Pia-no-jaC← - 3世代BIG3が揃い踏み!ボーイズグループの魅力をリサーチせよ!（加藤有子/INROCK代表） - 伝説のロックフェス【BEAT CHILD】をリサーチせよ!（白井貴子、ダイアモンド☆ユカイ）                                                                                         |
| 67     | 11月7日  | - ゲストコーナー：三浦大知 - 学校では教えてくれない音楽の授業 特別編【ポール・マッカートニー】 / 講師：萩原健太 |
| 68     | 11月14日 | - ゲストコーナー：ポルノグラフィティ - MI6オリジナルランキング!【日本が大好きな外国人】に人気の日本人アーティストをリサーチせよ!（マーティ・フリードマン） - MI6注目アーティストFILE #09：Czecho No Republic                                                                                 |
| 69     | 11月21日 | - ゲストコーナー：THE BAWDIES - 進化を続ける!ゲーム音楽の最新事情をリサーチせよ!（斉藤健二/2083代表） - 学校では教えてくれない音楽の授業 特別編【ルールオブTHE BAWDIES!】 / 萩原健太、THE BAWDIES                                                                                            |
| 70     | 11月28日 | - ゲストコーナー：Chara - （小林祐介/THE NOVEMBERS） - 2013年最新!今注目のネット初アーティストをリサーチせよ!（広田稔、古川本舗、きくお） - 座右の歌詞#9：ねごと |
| 71     | 12月5日  | - ゲストコーナー：Dragon Ash(Kj、桜井誠) - 1人でも皆でも楽しめる音楽アプリをリサーチせよ! / 石井寛子 - MI6注目アーティストFILE #10：東京カランコロン |
| 72     | 12月19日 | - ゲストコーナー：後藤まりこ - MI6オリジナルランキング!平均年齢28歳に聞いた! X'mas最新鉄板曲をリサーチせよ! （BENI、ソナーポケット、遊助、大橋トリオ） |
| 73     | 12月19日 | - ゲストコーナー：RIP SLYME(PES、SU) - 学校では教えてくれない音楽の授業 - 【嗚呼 素晴らしき洋楽MVの世界!】 / 講師：町山智浩 - 【今年大ヒットしたテレビドラマの"劇伴"のヒミツに迫る!】 / 講師：蔦谷好位置                                                                                     |
| 74     | 12月26日 | - ゲストコーナー：RADWIMPS - 年末特別企画!2013年世間で話題になったMVをリサーチせよ!（広田稔、掟ポルシェ、山本加奈/white-screen.jp編集長） - 座右の歌詞#10：N'夙川BOYS |

| 2014年 | 2014年   | 2014年 |
| 回     | 初回放送 | 放送内容（コメント出演） |
| ------ | -------- | --- |
| 75     | 1月16日  | - 厳選トーク・未公開スペシャル（2013年4月〜12月） |
| 76     | 1月23日  | - ゲストコーナー：moumoon - 2014年ブレイク必至のアーティストをリサーチせよ!（大山卓也/ナタリー編集長、爆弾ジョニー、大森靖子） - 座右の歌詞#11：小谷美紗子                                                                   |
| 77     | 1月30日  | - ゲストコーナー：BIGMAMA - ライブハウスの最前線をリサーチせよ! （野村幸弘/DUM-DUM LLP、東京女子流、アイドリング!!!(朝日・大川・伊藤)、佐藤信也、鼎-tei-、曽我部恵一、二位徳裕） - MI6注目アーティストFILE #11：BLUE ENCOUNT |
| 78     | 2月6日   | - ゲストコーナー：back number - 2014年流行の兆し!? エロ・ミュージックビデオをリサーチせよ!（ターボ向後） - 座右の歌詞#12：佐々木健太郎                                                                                       |
| 79     | 2月13日  | - ゲストコーナー：さかいゆう - 学校では教えてくれない音楽の授業【ローリング・ストーンズ】 / 講師：萩原健太 |
| 80     | 2月20日  | - ゲストコーナー：大橋トリオ - 学校では教えてくれない音楽の授業【歌詞がいい邦楽アーティスト】 / 講師：曽我部恵一 |
| 81     | 2月27日  | - ゲストコーナー：Salyu - MI6オリジナルランキング 大勝負の前に聴くと気合いの入る曲をリサーチせよ!（中島一貴、天笠尚） - MI6注目アーティストFILE #12：ヒトリエ                                                                |
| 82     | 3月6日   | - ゲストコーナー：高橋優 - 名プロデューサー佐久間正英の偉業をリサーチせよ!（田家秀樹、TAKUYA） - MI6注目アーティストFILE #13：ハンサムケンヤ                                                                                 |
| 83     | 3月13日  | - ゲストコーナー：BoA - 学校では教えてくれない音楽の授業【大瀧詠一】 / 講師：萩原健太 |
| 84     | 3月20日  | - 音楽ヒミツ ルーレットトーク!：増子直純、森山直太朗、尾崎世界観 - agehaspringsプロデュース! MI6オリジナル卒業ソングを制作せよ!（玉井健二、釣俊輔、Akari、森真樹、深野香）                                                   |

### 毎月放送
| 2014年 | 2014年   | 2014年 |
| 回     | 初回放送 | 放送内容（コメント出演） |
| ------ | -------- | --- |
| 1(85)  | 4月10日  | - ゲストコーナー：中川翔子 - 声優アーティストの魅力をリサーチせよ! 第2弾（冨田明宏、上坂すみれ） - 注目アーティストFILE：Salley                                                                   |
| 2(86)  | 5月15日  | - ゲストコーナー：ウルフルズ - 忌野清志郎の音楽を形成する3つの素顔をリサーチせよ!（小沢一敬、今井智子、ワタナベイビー(ホフディラン)） - 注目アーティストFILE：A.F.R.O                             |
| 3(87)  | 6月12日  | - ゲストコーナー：中島美嘉×加藤ミリヤ - ヴィジュアル系特集第2弾!今最もアツいV系バンドをリサーチせよ!（マキタスポーツ、大島暁美） - 注目アーティストFILE：味噌汁's                                 |
| 4(88)  | 7月10日  | - ゲストコーナー：RYO the SKYWALKER - スウェーデンミュージックの魅力とネクストブレイクアーティストをリサーチせよ!（羽鳥麻美/RO編集部、カジヒデキ） - 注目アーティストFILE：それでも世界が続くなら |
| 5(89)  | 8月7日   | - ゲストコーナー：R森山直太朗 - 最新ラテンソングからその魅力までラテン音楽の魅力をリサーチせよ!（パラダイス山元、大石始） - 注目アーティストFILE：KNOCK OUT MONKEY                                |
| 6(90)  | 9月11日  | - ゲストコーナー：横山剣（クレイジーケンバンド） - 第4次ブーム到来!新世代ギター女子の魅力をリサーチせよ!（長井英治、新山詩織、山崎あおい、Suzu） - 注目アーティストFILE：フレデリック             |
| 7(91)  | 10月9日  | - ゲストコーナー：山中さわお（the pillows） - 究極の人間ドラマ!アイドルのラストステージをリサーチせよ!（掟ポルシェ、吉田豪、道重さゆみ） - 注目アーティストFILE：Crossfaith                       |
| 8(92)  | 11月13日 | - ゲストコーナー：椎名林檎 - 最新ディスコミュージックの魅力を徹底リサーチ!（高橋芳朗、tofubeats） - 注目アーティストFILE：LEGO BIG MORL                                                           |
| SP(93) | 11月30日 | - 祝・25周年!スペースシャワーTVを徹底リサーチせよ! （SHELLY、鹿野淳、近藤正司、ブライアン・バートンルイス、マリエ、清水英明）                                                                     |

| 2015年 | 2015年   | 2015年 |
| 回     | 初回放送 | 放送内容（コメント出演） |
| ------ | -------- | --- |
| 9(94)  | 1月15日  | - ゲストコーナー：中納良恵 - MI6オリジナルランキング!最新版!10代の神アーティストをリサーチせよ!（小泉恭子、鈴木亮介/BEEAST副編、Draft King） - 注目アーティストFILE：大森靖子             |
| 10(95) | 2月19日  | - ゲストコーナー：MONKEY MAJIK - 結成30周年!今さら聞けないTHE BLUE HEARTSの魅力をリサーチせよ!（小沢一敬、藍坊主(hozzy･藤森)、今井智子） - 注目アーティストFILE：the chef cooks me        |
| 11(96) | 3月12日  | - 超注目アーティストFILEスペシャル!本格派シンガーから謎の集団まで6組をリサーチ! （大山拓哉、Mrs. GREEN APPLE、ザ・なつやすみバンド、YKIKI BEAT、Nao Yoshioka、MAAKIII、魔法少女になり隊） |

- 放送休止
  - 2012年 - 8月30日、9月27日、12月27日
  - 2013年 - 1月3日、3月28日、5月2日、9月26日、10月3日
  - 2014年 - 1月2日、1月9日